# District de Wensheng
Le district de Wensheng (文圣区 ; pinyin : Wénshèng Qū) est une subdivision administrative de la province du Liaoning en Chine. Il est placé sous la juridiction de la ville-préfecture de Liaoyang.